# 蒂肖博物馆

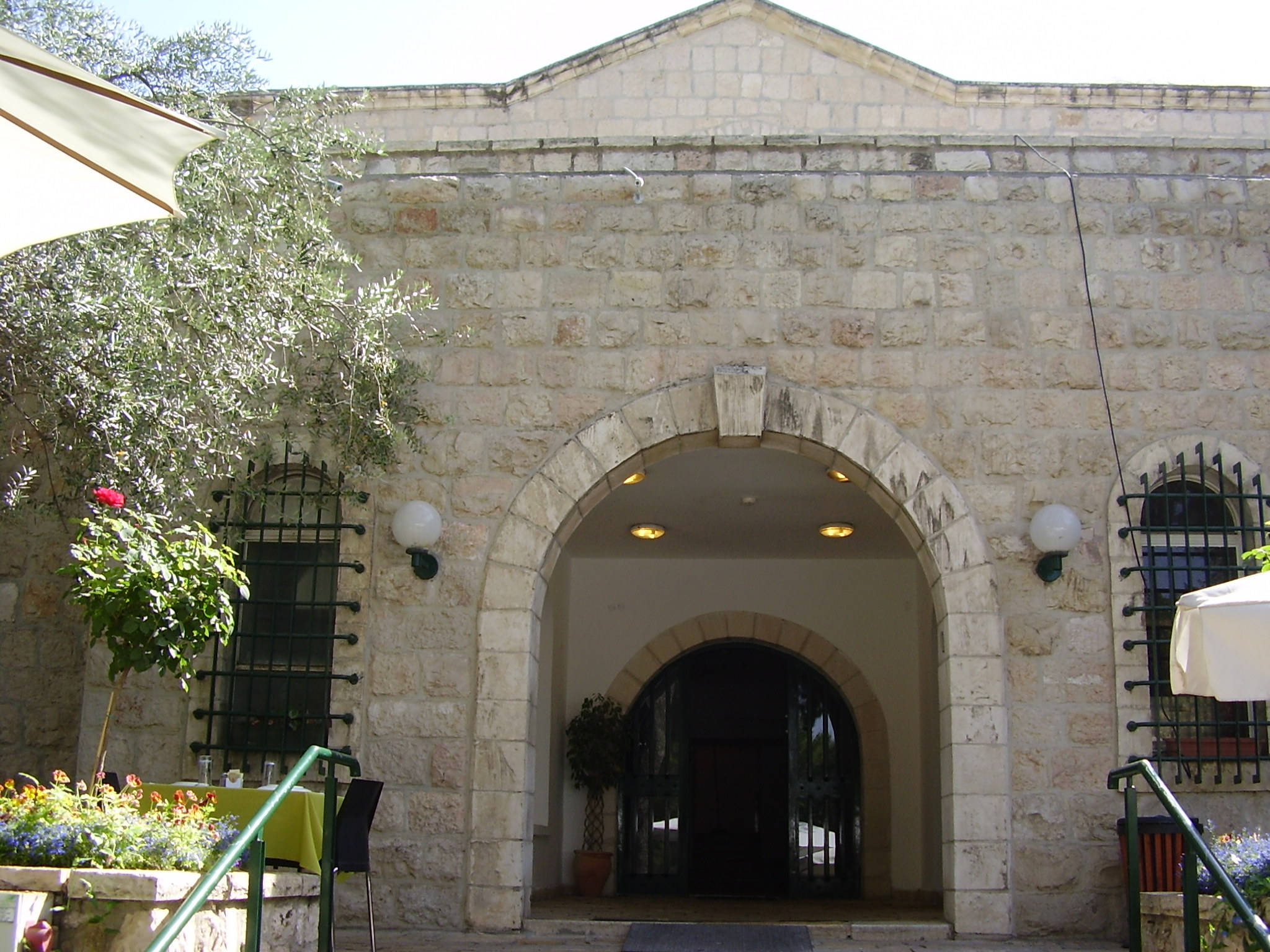
蒂肖博物馆

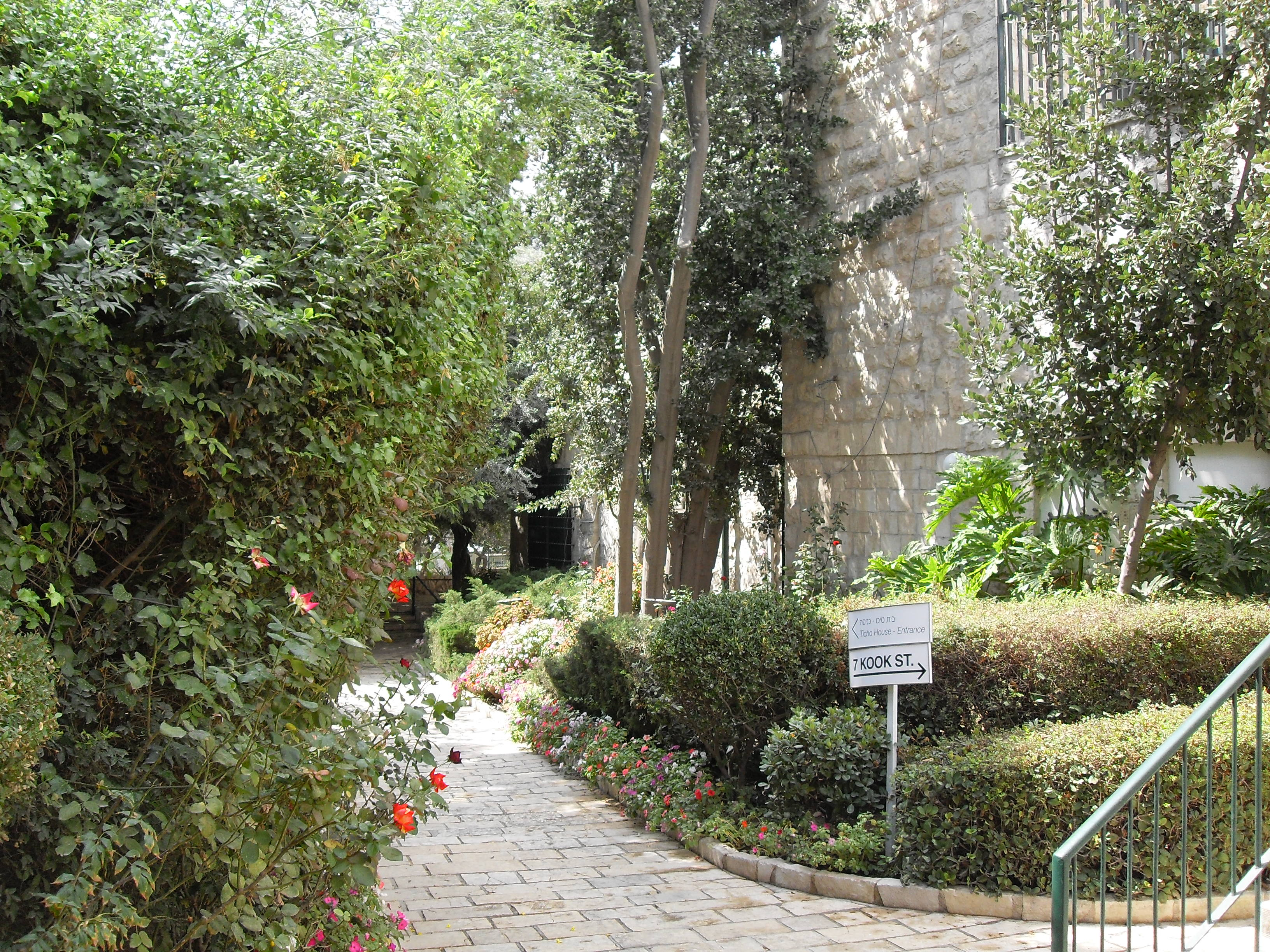
蒂肖博物馆

蒂肖博物馆（希伯來語：בית טיכו，Beit Tikho）是以色列耶路撒冷的一个博物馆，附属于以色列博物馆。

## 历史
蒂肖博物馆设于一座历史建筑内。该建筑由阿拉伯富商建于1864年，是旧城外最早的住宅之一。1924年，蒂肖夫妇购买了这座住宅1929年暴乱期间，蒂肖医生在大马士革门附近他的眼科诊所外受重伤。蒂肖医生康复后，在家中开设新诊所，直到1960年去世。女主人、艺术家安娜·蒂肖在家招待当地和英国政府官员、艺术家、作家和知识分子。
蒂肖博物馆开设小耶路撒冷餐厅，还举办爵士乐和古典音乐表演。